# Торе-ан-Плен
Торе́-ан-Плен (фр. Thorey-en-Plaine) — коммуна во Франции, находится в регионе Бургундия. Департамент коммуны — Кот-д’Ор. Входит в состав кантона Женли. Округ коммуны — Дижон.
Код INSEE коммуны — 21632.

## Население
Население коммуны на 2010 год составляло 1022 человека.
| 1962 | 1968 | 1975 | 1982 | 1990 | 1999 | 2010 |
| ---- | ---- | ---- | ---- | ---- | ---- | ---- |
| 170  | 165  | 210  | 413  | 611  | 829  | 1022 |

## Экономика
В 2010 году среди 709 человек трудоспособного возраста (15—64 лет) 550 были экономически активными, 159 — неактивными (показатель активности — 77,6 %, в 1999 году было 73,1 %). Из 550 активных жителей работали 525 человек (264 мужчины и 261 женщина), безработных было 25 (12 мужчин и 13 женщин). Среди 159 неактивных 66 человек были учениками или студентами, 74 — пенсионерами, 19 были неактивными по другим причинам.